# Вернер Лотт
Вернер Лотт (нім. Werner Lott; 3 грудня 1907, Вілленберг — 2 травня 1997) — німецький офіцер-підводник, корветтен-капітан крігсмаріне.

## Біографія
1 квітня 1926 року вступив на флот. З вересня 1936 по 31 березня 1937 року — командир підводного човна U-21, з 15 квітня 1937 року — U-32, з 15 серпня 1937 року — U-35, на якому здійснив 3 походи (разом 52 дні в морі).
3 жовтня 1939 року потопив грецький пароплав «Діамантіс». Оскільки через жахливу погоду спускати шлюпки було небезпечно, Лотт взяв на борт свого човна всіх грецьких моряків, а наступного дня висадив їх в рибальському селі Вентрі, в нейтральній Ірландії.
29 листопада 1939 року U-35 був атакований в районі західніше від Бергена трьома британськими есмінцями «Ікарус», «Кашмир» та «Кінгстон», сплив на поверхню і був затоплений екіпажем в точці з координатами 60.53N, 02.47E. Всі 43 члени екіпажу здалися в полон.
Всього за час бойових дій потопив 4 кораблі загальною водотоннажністю 7850 тонн і пошкодив 1 корабель водотоннажністю 6014 тонн.
| Дата            | Назва корабля          | Тип               | Тоннаж | Вантаж                     | Екіпаж | Загинули | Країна             | Конвой |
| --------------- | ---------------------- | ----------------- | ------ | -------------------------- | ------ | -------- | ------------------ | ------ |
| 18 вересня 1939 | Arlita                 | Паровий траулер   | 326    |                            | 11     | 0        | Британська імперія |        |
| 18 вересня 1939 | Lord Minto             | Паровий траулер   | 295    |                            | 13     | 0        | Британська імперія |        |
| 21 вересня 1939 | Teakwood (пошкоджений) | Паровий танкер    | 6,014  | Баласт                     | ?      | 1        | Британська імперія | OA-7   |
| 1 жовтня 1939   | Suzon                  | Торговий пароплав | 2,239  | 2400 тонн підпор           | 20     | 0        | Бельгія            |        |
| 3 жовтня 1939   | Diamantis              | Торговий пароплав | 4,990  | 7700 тонн марганцевої руди | 28     | 0        | Королівство Греція |        |

## Звання
- Кандидат в офіцери (1 квітня 1926)
- Морський кадет (26 жовтня 1926)
- Фенріх-цур-зее (1 квітня 1928)
- Оберфенріх-цур-зее (1 червня 1930)
- Лейтенант-цур-зее (1 жовтня 1930)
- Оберлейтенант-цур-зее (1 жовтня 1932)
- Капітан-лейтенант (1 квітня 1936)
- Корветтен-капітан (1 листопада 1940)

## Нагороди
- Медаль «За вислугу років у Вермахті» 4-го і 3-го класу (12 років)
- Залізний хрест 2-го класу

## Вшанування пам'яті

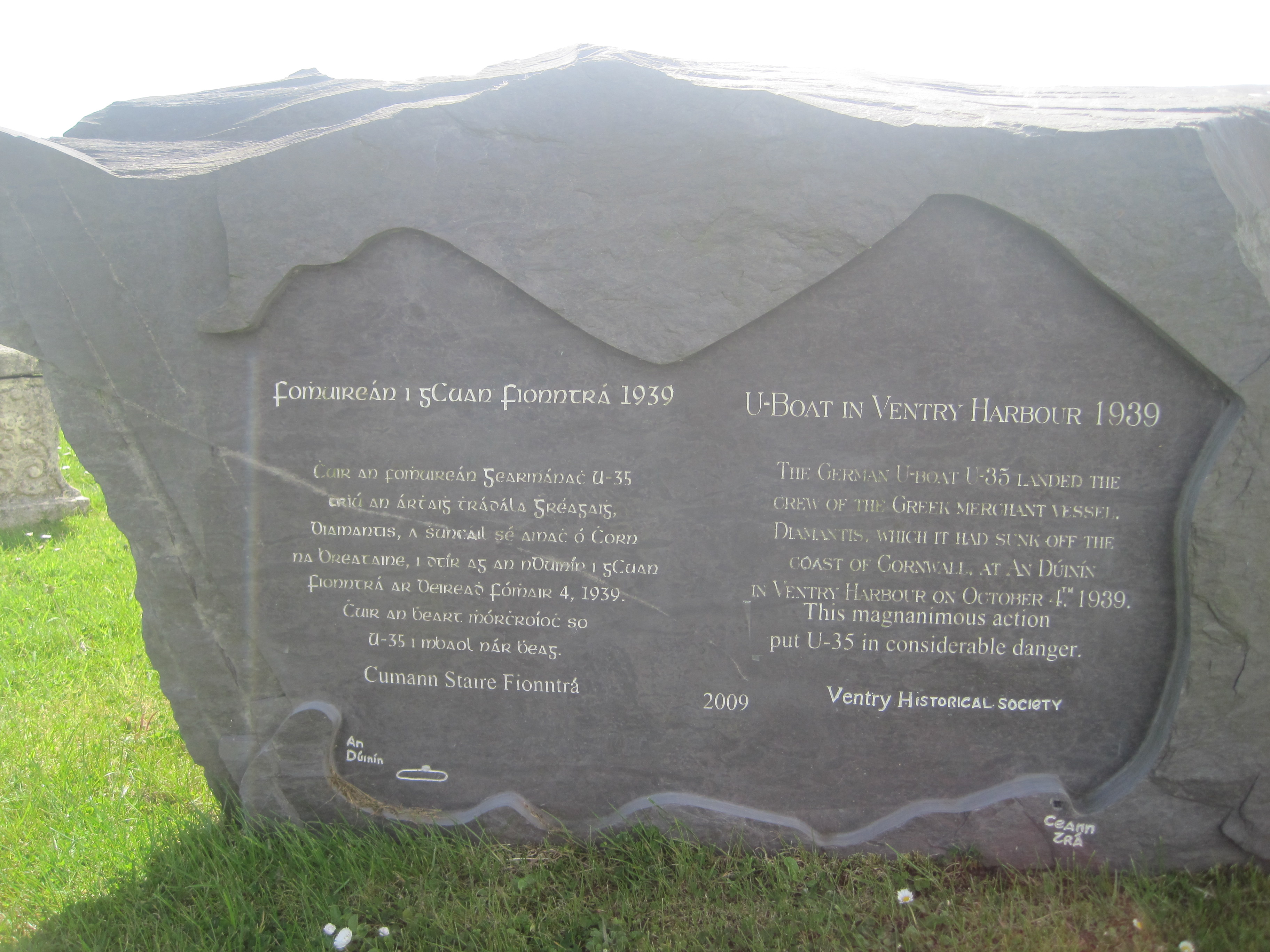
Меморіал U-35.

17 жовтня 2009 року з нагоди 70-річчя порятунку і висадки грецьких моряків Історичне товариство Вентрі відкрило меморіал U-35.